# Psyttalia subcyclogaster
Psyttalia subcyclogaster är en stekelart som först beskrevs av Vladimir Ivanovich Tobias 1998.  Psyttalia subcyclogaster ingår i släktet Psyttalia och familjen bracksteklar. Inga underarter finns listade i Catalogue of Life.